# Kaukauna
Kaukauna és una població dels Estats Units a l'estat de Wisconsin. Segons el cens del 2000 tenia 12.983 habitants.

## Demografia
Segons el cens del 2000, Kaukauna tenia 12.983 habitants, 4.971 habitatges, i 3.365 famílies. La densitat de població era de 808,5 habitants per km².
Dels 4.971 habitatges en un 35,5% hi vivien nens de menys de 18 anys, en un 55% hi vivien parelles casades, en un 0% dones solteres, i en un 32,3% no eren unitats familiars. En el 26,6% dels habitatges hi vivien persones soles el 12,3% de les quals corresponia a persones de 65 anys o més que vivien soles. El nombre mitjà de persones vivint en cada habitatge era de 2,57 i el nombre mitjà de persones que vivien en cada família era de 3,16.
Per edats la població es repartia de la següent manera: un 27,7% tenia menys de 18 anys, un 8,6% entre 18 i 24, un 30,5% entre 25 i 44, un 19,4% de 45 a 60 i un 13,7% 65 anys o més.
L'edat mediana era de 35 anys. Per cada 100 dones de 18 o més anys hi havia 94,4 homes.
Entorn del 2,6% de les famílies i el 4,8% de la població estaven per davall del llindar de pobresa.

## Poblacions més properes
El següent diagrama mostra les poblacions més properes.